# Upper Layham
Upper Layham är en by i Layham, Babergh, Suffolk, östra England.